# Fritz Polcar
Fritz Polcar (* 21. Jänner 1909 in Wien; † 2. Jänner 1975 ebenda) war ein österreichischer Politiker (ÖVP).
Polcar lernte den Beruf des technischen Kaufmanns und war als Vertreter in der Versicherungsbranche tätig. Im Jahr 1939 verbüßte er eine politische Freiheitsstrafe wegen Mitgliedschaft in der Widerstandsgruppe Hebra.
Nach dem Zweiten Weltkrieg wurde er Sektionsobmann der Österreichischen Volkspartei in Wien/Hetzendorf, danach Bezirksparteiobmann für Wien/Meidling und im Jahre 1947 Landesparteiobmann der ÖVP Wien. Diesen Posten behielt er bis 1958.
Polcar war lange Zeit Bundesfinanzreferent der Volkspartei und geriet im Zuge des Krauland-Skandals erstmals in Verdacht, illegale Parteispenden angenommen zu haben; die Ermittlungen wurden diesbezüglich jedoch eingestellt.
Im November 1957 kam es zur so genannten Transfines-Affäre um Fritz Polcar, dabei ging es um Ostgeschäfte im Zusammenhang mit Ablöselieferungen an die Sowjetunion und dabei angefallene Provisionen, die der Parteifinanzierung gedient hätten. In diesem Zusammenhang entschied ein Ehrengericht der ÖVP, Polcar und einige andere an ähnlichen Geschäften beteiligte Repräsentanten der Wiener Partei nur zu rügen. Das Zentralorgan der SPÖ, die Arbeiter-Zeitung, widmete dieser Affäre viel Raum (speziell vom 12. bis 17. November 1957). Aber auch die Tageszeitungen Die Presse und Bild-Telegraf befassten sich mit der Situation der Wiener ÖVP und berichteten über dubiose Geschäfte einiger Firmen, an denen Polcar beteiligt gewesen sein soll. Letztlich wurde ihm sein Naheverhältnis zum Stahlwerksbesitzer Johann Haselgruber, der 1958 in ein Insolvenzverfahren schlitterte, zum Verhängnis. Polcar, der noch Anfang 1958 wiedergewählt worden war, musste sein Amt als Wiener Landesparteiobmann der ÖVP auf Druck von Bundeskanzler Julius Raab am 6. Juni des Jahres niederlegen.
Raab war allerdings auch über die Polcar-kritischen Medien empört und drohte dem Chef der Presse, Fritz Molden, eine Sperrung der finanziellen Mittel durch diverse Banken an, wenn seine Zeitung die Berichterstattung nicht sofort einstelle.
Während des so genannten Wiener Zeitungskriegs 1958 lag Molden mit dem Zeitungsherausgeber Ludwig Polsterer im Streit. Fritz Polcar griff Polsterer zusammen mit dem ÖVP-Landesabgeordneten Hans Wollinger finanziell unter die Arme, damit dieser den Bild-Telegraf kaufen und herausgeben konnte, um Moldens Zeitung Bildtelegramm zu schaden.
Er wurde am Hietzinger Friedhof bestattet.